# Cantón Cotacachi
Santa Ana de Cotacachi es un cantón de la provincia de Imbabura en el norte del Ecuador. Su cabecera cantonal es la ciudad de Cotacachi. Fue fundado en 1544 por Fray Pedro de la Peña, y constituye el cantón más extenso de la provincia de Imbabura.
Es la jurisdicción formada sobre la base del Municipio de Cotacachi, la ciudad de Cotacachi y sus localidades cercanas, que forman una importante conurbación alrededor del Volcán Cotacachi. El cantón Cotacachi se divide en 3 Administraciones Zonales: Urbana, Andina y Subtropical (Intag), que contienen 2 parroquias urbanas y 8 parroquias rurales y suburbanas. Las parroquias urbanas están divididas en barrios.
La población de la zona es de 40.036 habitantes, tiene una superficie de 1726 km².
En el año 2000 fue declarado «cantón ecológico», preservando sus zonas verdes y fauna a través de la Reserva Ecológica Cotacachi Cayapas.

## Historia
Cotacachi emepezó como pueblo con los Quitos, que bautizaron al volcán con el nombre de Coto-ashi. Los Caras le nombraron Cotaczshis a todos las tribus y pueblos que antes se habían establecido en los contornos como los Cumbas, Asamas, Morochos, Punges, Anrabíes, Ashambuelas, Colimbuelas, Quitugos, y Quitumbas. Los incas que hablaban el idioma quichua transformaron la palabra Cotashi en Cotacachi, nombre con el que se le conoce hasta hoy.
La fecha de su primera fundación es incierta; los registros más antiguos se hallan en la hacienda del Inga alrededor del año 10300 a.c. El Inca Huayna Capac convirtió a Cotacachi en una ciudad importante del norte del Ecuador, Sin embargo, se utiliza la conquista española de la ciudad, y el póstumo asentamiento de los jesuitas en el Ecuador cuando en 1544 Fray Pedro de la Peña fundó la ciudad, como su nacimiento. Su independencia fue a treinta y un días de la batalla de Pichincha, cuando se incorporó Quito a la Gran Colombia. Entonces aparece Cotacachi como Cantón que formó parte de la provincia de Imbabura, junto con Ibarra, Otavalo y Cayambe. En 1924, con la finalidad de incorporar a Guayaquil a la Gran Colombia, Simón Bolívar dictó la ley de división territorial y por primera vez se menciona el nombre de Ecuador como departamento de la Gran Colombia. 
El artículo II de la ley establece: “El departamento del Ecuador comprende las provincias: 1. de Pichincha, su capital Quito; 2. Imbabura, su capital Ibarra; 3. Chimborazo, su capital Riobamba. Los cantones de la provincia de Imbabura son: Ibarra; 2. Otavalo, 3. Cotacachi; 4 Cayambe. 
En los archivos municipales de Otavalo, se encuentran los nombres de los concejeros parroquiales de la villa de Cotacachi ante el cantón Otavalo, hasta el año de la cantonización.
La Cantonización fue el seis de julio de 1861 cuando se inauguró el Cantón Cotacachi con el primer Jefe Político posesionado por la Gobernación de la Provincia, Sr. Julián Andrade. Y como máxima autoridad declaró en posesión a Modesto Peñaherrera, Carlos Cevallos, Vidal Saldaña, Rafael Reyes, José Peñaherrera, Julián Andrade González. Alcaldes el Dr. Telésforo Peñaherrera y Rafael Albuja. Procurador síndico: Segundo Proaño. Desde entonces Cotacachi comenzó su historia con una nueva etapa política y civil.

## Geografía
Ubicada en la zona norte de Ecuador. Se ubica a 80 km al norte de Quito y 25 km al sur de Ibarra. Cotacachi geográficamente es un cantón dividido en 3 partes principales, Las características topográficas y climáticas del Cantón permiten diferenciar La zona Urbana, La zona Andina y la zona Subtropical. 
El «cantón ecológico», es preservado en su territorio de zonas verdes y fauna a través de la Reserva Ecológica Cotacachi Cayapas.
- La zona urbana comprende la ciudad de Cotacachi como cabecera cantonal, la ubicación de la ciudad de Cotacachi esta casi a mitad distancia entre Atuntaqui y Otavalo. Es también parte del corredor Tulcán-Riobamba, Una megalópolis del Ecuador concentrando las ciudades de la serranía norteña, localizada en un valle de clima templado, a los pies de la cordillera andina, su naturaleza es óptima para los pinares, y eucaliptos; Cotacachi se halla estratégicamente en la vera de dos ríos el Ambi y el Pichaví, ambos modifican de cierta manera los bosques en sus cuencas, así a las orillas de estos encontramos sauces y otros arbustos propios de la zona andina alta, Su clima es templado semiseco o andino de valles. Su temperatura oscila entre 14° 18° y los 19° Celsius, conformado por las parroquias urbanas San Francisco y El Sagrario y las parroquias rurales Imantag y Quiroga.
- La zona Andina está ubicada en las faldas orientales del Volcán Cotacachi, la Laguna de Cuicocha, el Macizo Verdey la Llanura de Imantag.
- La zona Subtropical comprende las parroquias ubicadas en lo que se denomina Intag, extendiéndose desde la Cordillera Occidental de los Andes hasta el límite con las Provincias de Esmeraldas y Pichincha. Está conformada por las parroquias de Apuela, García Moreno, Peñaherrrera, 6 de Julio de Cuellaje, Vacas Galindo y Plaza Gutiérrez. Su clima oscila entre 25 y 30 °C.
- Altitud: 2,418 metros
- Área: 1,809 (km²).
- Latitud: 0°18′ N
- Longitud: 74°2′ O

Todos estos componentes son un factor importante que modifica el clima del cantón, así desde los valles y dehesas soplan los vientos templados y secos, mientras desde los andes y las partes altas soplan vientos frescos y fríos, que le dan a Cotacachi un clima templado y agradable.
La geografía del Cantón es muy variada encontrándose alturas que van desde los 4939 metros sobre el nivel del mar hasta los 1600 m s. n. m. en la zona de Nangulví y 200 ms.n.m. en la parte más occidental correspondiente al recinto El Progreso. Su temperatura media oscila entre los 15 y los 20 °C.

### Lagunas de Cotacachi
- Cuicocha
- Cristococha (Detrás del cráter del Cotacachi)
- Complejo lacustre de Piñán

Donde la más grande es la Tobar Donoso y existen entre 35 lagunas y lagunillas entre las que podemos nombrar están: Caricocha, Burrococha, Yanacocha, Ñagñaro, Burrococha, Susacocha, Patococha, Venadococha y muchas más.

## División Política
Cotacachi tiene diez parroquias:

### Parroquias urbanas
- El Sagrario
- San Francisco

### Parroquias rurales
- Imantag
- Quiroga
- Apuela
- Peñaherrrera
- Plaza Gutiérrez (Calvario)
- 6 de Julio de Cuellaje
- Vacas Galindo (El Churo)
- García Moreno (Llurimagua)

### Barrios de Cotacachi
Cotacachi para su manejo más equilibrado se halla dividida en más de 25 barrios que agrupan 2 parroquias urbanas, estas se encargan de mantener el orden, hacer cumplir las leyes del alcalde y de administrar bien los recursos de la ciudad, actualmente Cotacachi está conformada por 2 parroquias, pero en total son 8 parroquias rurales y 2 urbanas que conforman el Cantón de Cotacachi en sí.
Los barrios son agrupaciones que conforman las parroquias urbanas de la Ciudad y se organizan y dirigen desde la Federación de Barrios de Cotacachi, estas al contrario de la parroquia no tienen autonomía, tan sóloun rango legislativo y poder de administración de recursos. Las parroquias urbanas y los barrios en los que se halla dividida Cotacachison los detallados a continuación:
- El Sagrario: Ubicada al norte de la calle 10 de agosto.
- San Francisco: Ubicada al sur de la calle 10 de agosto.

| Parroquias urbanas | Parroquias urbanas |  |  | 1. El Sagrario | Barrios: Central, La Bolívar, Centro Histórico (Sector 9 de Octubre y aledañas) La Sucre, La Modesto Peñaherrera, Diablo Calle, Oriental (2 fases), Dispensario IESS, Cachipúgro, La Ríofrío, El INNFA, La 24 de Mayo, San José, La Banda, Pilchibuela, Comunidades: El Cercado, El Batán, Tunipamba Bellavista, Yambaburo, Topo Grande, Alobuela, Asaya Santo Tomás, Santa Bárbara, Iltaquí Chiquito, Piava Chupa, Pilchibuela, San Pedro, Piava San Pedro, |
| 2. San Francisco   | Barrios: La 10 de Agosto, El Parque Olmedo, El Cuerpo de Bomberos, El Hospital Asdrubal de la Torre, Caliente, El Coco, San Teodoro, El Ejido, Húmedo. Comunidades: La Calera, La Victoria Don Bosco, Morales Chupa, Morochos, Suárez Dávila Chicapamba, Eloy Alfaro, San Martín Suelto, San Martín de Cevallos, Topo Chico, Turucu, |  |  |                | |

## Turismo
Cotacachi cuenta con una historia que viene desde la época de los incas, e incluso antes, cuando los quitus y Otavalo dominaban, pasando por la dominación española y posteriormente los vestigios de la lucha por la libertad.
Cotacachi ofrece turismo comunitario, que ha sido fortalecido permitiendo la creación de emprendimientos turísticos distribuidos en cada una de sus parroquias: Apuela, Plaza Gutiérrez, Vacas Galindo, Peñaherrera, Cuellaje, García Moreno, Imantag y Quiroga. Varios de ellos ofrecen hospedaje, caminatas, visitas a cascadas y lagunas, gastronomía local, artesanías y música.

### Arqueología
En casi toda la zona subtropical de Intag, al occidente, el cantón posee una riqueza arqueológica diseminada. Son vestigios de los Caras, cuando después de llegar a nuestras playas, se asentaron temporalmente en el trópico, luego ascendieron al subtrópico, para finalmente enamorados del -paisaje andino- se quedaron definitivamente en el altiplano, junto a las montañas y los nevados. En el territorio del cantón Cotacachi es muy rica la arqueología.
En la hacienda Peribuela, en las cercanías de Imantag se encuentran 30 montículos o tolas y dos pirámides truncadas con rampa. En las alturas de Piñán hay varios pucarás o atalayas que posiblemente, en la época precolombina
sirvieron para la estrategia de nuestros antepasados.
Es sabido que también se conocía la plata y el cobre. Hay evidencias de la existencia de piezas de cobre fundido en el sector de Pucará, cerca de Apuela.
En el sector de García Moreno hay varias piezas monolíticas de hasta 2.50 m de altura.
Pero lo más importante en este apasionante tema es el complejo arqueológico de Hualimán que es un gigantesco peñón que se eleva
casi vertical sobre el balneario de Nangulví, en cuya cima en forma de una estrecha planicie, existen cuatro pirámides truncadas con rampa, similares a las de Cochasquí, además de 66 tolas o montículos.

## Demografía
En Cotacachi, la población indígena de nacionalidad kichwa es aproximadamente un 50% de la población total. Se encuentra en la Zona Andina. El pueblo negro está asentado en la Zona Subtropical y corresponde al 5% de población total, mientras que el sector mestizo está asentado en la Zona Urbana con un porcentaje aproximado al 30 % de la población de Cotacachi.
La tasa de alfabetización cuando Cotacachi se declara: Primer territorio libre de Analfabetismo es del 99,87% para 2005, 99,93% para los varones y 99,87% para las mujeres, el 100% de los niños acude a las más 15 escuelas primarias del área urbana, el 95,7% de los adolescentes acuden a los más de 5 colegios de la ciudad, y un 67,4% de los bachilleres acuden a la universidad.

## Fiestas Populares
- Cantonización: La cantonización de Cotacachi se celebra cada 6 de julio donde se presenta una amplia agenda de festividades en Comercio, Cultura, y elige a la soberana del Cantón en estos festejos.
- Hatun Punlla o Inti Raymi: La fiesta del Solsticio luego de la cantonización empieza con baños rituales y danza por parte de las comunidades y adeptos a la fiesta alrededor del parque Abdón Calderón con mucha concurrencia debido al riesgo de peleas por ajustes de cuentas que pueden terminar en actos violentos por parte de los danzantes.
- Fiesta de la Jora: Es la fiesta de la bebida milenaria elaborada a partir del maíz por los aborígenes donde la municipalidad desde hace varias décadas elige una soberana en esta tradicional celebración.

## Distinciones
- Cotacachi se Declara “Primer Territorio Libre de Analfabetismo en el Ecuador” el 23 de abril del 2005 y recibe una medalla de la UNESCO.
- En el año 2000 fue declarada «cantón ecológico», preservando sus zonas verdes y fauna a través de la Reserva Ecológica Cotacachi Cayapas.